# L'Onyar a Girona
L'Onyar a Girona és una pintura a l'oli realitzada per Mela Mutermilch el 1914 i que actualment s'exposa al Museu d'Art de Girona en la sala 18, estant registrada amb el núm. 250.336. Prové de l'adquisició i compra per part de l'ajuntament de la vila l'any 1914 i es va dipositar al Museu Provincial (actual Museu d'Art de Girona, constituït el dia 7 d'abril de 1979) en qualitat de dipòsit.

## Descripció
Es mostra un paisatge urbà. Façanes de cases del riu Onyar. En primer terme, el riu de color verd amb arbres a la vorera. El conjunt de cases està siluetat amb negre. Predomini d'ocres. Llum amb desigual intensitat per tot el quadre. Pinzellada amb pintura molt poc fluida, refregada, de manera que en algunes parts es veu la tela.
Aquest metre quadrat de tela és insòlita per la seva concepció, pel seu tractament, pel seu color i per la seva pinzellada. Aquest Onyar verdós que s'arrossega mandrosament, emmarcat per dos arbres, davant del teló acolorit de les cases i del fons ocre de la Catedral, no és un Onyar convencional i fàcil. És el fruit d'una sensibilitat nova que contempla el paisatge de sempre amb uns ulls diferents. Xavier Montsalvatge i Joaquim Pla diuen de l'obra:
| « | En les ferides dels murs xacrosos la llum hi canta; damunt de les cases agòniques de vellúria el cel s'oriflama de serenors rientes; vora els palaus i les esglésies immòbils els arbres palpiten al bes de l'aire llevantí. No és la ciutat morta. Encara la sang corre en les venes endurides, encar la vida tenyeix el rostre recremat: la ciutat hi és viventa sobre les seves teles, amb tota l'espiritualitat de la seva grandesa i amb tota l'emoció dels seus encants. | » |

## Altres obres destacades
Mela va pintar a Girona bàsicament paisatges urbans principalment carrers del barri vell (que porten el nom del carrer corresponent pintat) i de naturalesa de l'entorn de la ciutat, com ara la Vall de Sant Daniel. També destaca pel retrat i la figura. L'any 1994 s'exposà a les Sales Municipals vuit quadres que venen a ser un recull de l'època de la seva estada a la ciutat immortal. Els seus companys de viatge per terres gironines, l'escultor Manolo Hugué i el pintor Pere Farró, tots tres van representar l'espèrit cosmopolita parisenc, van deixar una forta empremta en els cradors gironins en un moment que aquests experimentaven també una nova revifalla cultural emparats en el moviment noucentista i en el seu nucli irradiador, la societat Athenea, segons esmenta el periodista Tony Cassany. Mela va ser la musa d'aquest moviment de pintors i aquests artistes bohemis, que van seguir els seus pasos i que malauradament el 1914, any de l'obra i la seva exposició, i any de l'esclat de la Primera Guerra Mundial, a causa de la qual, va acabar
de dissoldre aquest grup d'artistes. En paraules de Narcís Jordi Aragó
| « | l'oli de Mela Muter il·lustra una idea molt pròpia de l'època i de la situació de Girona: la d'una ciutat que sembla morta però que és viva de dins. | » |